# György Tatár
György Tatár (ur. 10 września 1952 w Miszkolcu, zm. 20 kwietnia 2024) – węgierski piłkarz występujący na pozycji pomocnika, reprezentant kraju.

## Życiorys
W dzieciństwie trenował lekkoatletykę w Diósgyőri VTK, a w wieku 12 lat przeniósł się do sekcji piłki nożnej. Seniorską karierę rozpoczął jednak w Honvéd Papp József SE w 1971 roku. Na początku 1973 roku wrócił do DVTK i w barwach tego klubu zadebiutował w NB I 4 marca w przegranym 1:4 meczu z Ferencvárosi TC. W sezonie 1972/1973 jego klub spadł z ligi, ale już rok później ponownie awansował do NB I. W 1977 i 1980 roku zdobył wraz z klubem Puchar Węgier, zaś w sezonie 1978/1979 jego klub zajął trzecie miejsce w lidze. 20 września 1978 roku zadebiutował w reprezentacji w przegranym 1:2 meczu z Finlandią, rozgrywanym w ramach eliminacji do mistrzostw Europy 1980. W reprezentacji rozegrał 11 meczów, w których zdobył pięć goli. W sezonie 1983/1984 występował w hiszpańskim CD Castellón. Wskutek problemów z kontuzjami i aklimatyzacją w 1984 roku zakończył karierę.

## Statystyki ligowe
| Sezon         | Klub                  | Liga             | Mecze | Gole |
| ------------- | --------------------- | ---------------- | ----- | ---- |
| 1971/1972     | Honvéd Papp József SE | NB III           | ?     | ?    |
| 1972/1973 (j) | Honvéd Papp József SE | NB III           | ?     | ?    |
| 1972/1973 (w) | Diósgyőri VTK         | NB I             | 15    | 1    |
| 1973/1974     | Diósgyőri VTK         | NB II            | 25    | 2    |
| 1974/1975     | Diósgyőri VTK         | NB I             | 16    | 0    |
| 1975/1976     | Diósgyőri VTK         | NB I             | 15    | 0    |
| 1976/1977     | Diósgyőri VTK         | NB I             | 31    | 4    |
| 1977/1978     | Diósgyőri VTK         | NB I             | 29    | 11   |
| 1978/1979     | Diósgyőri VTK         | NB I             | 28    | 9    |
| 1979/1980     | Diósgyőri VTK         | NB I             | 30    | 13   |
| 1980/1981     | Diósgyőri VTK         | NB I             | 25    | 1    |
| 1981/1982     | Diósgyőri VTK         | NB I             | 31    | 7    |
| 1982/1983     | Diósgyőri VTK         | NB I             | 27    | 5    |
| 1983/1984     | CD Castellón          | Segunda División | 15    | 2    |